# Прапор Смотрича (Кам'янець-Подільський район)
Прапор Смотрича — офіційний символ села Смотрич Кам'янець-Подільського району Хмельницької області, затверджений рішенням №10 XXVI сесії сільської ради VII скликання від 15 червня 2018 року. Авторами прапора є В.М.Напиткін та К.М.Богатов.

## Опис
Квадратне полотнище поділене хвилясто на три рівновеликі вертикальні смуги - білу, синю і білу. В центрі полотнища до древка стрибає жовта лань.